# FirebirdSQL
Firebird är en databashanterare med ursprung i InterBase.

## Bakgrund
2000/2001 släppte Borland (dåvarande Inprise) källkoden för InterBase under en variant av Mozilla Public License. Detta ledde till att projektet Firebird skapades, med syfte att med större möjligheter kunna genomföra förbättringar i produkten. Flera av de ursprungliga grundarna till InterBase är delaktiga utvecklare i Firebird-projektet, till exempel Jim Starkey och Ann Harrison.

## Allmänt om Firebird
Firebird är en databashanterare med fullt stöd för triggers, lagrade procedurer, subqueries, beräknade fält med mera.

## Classic/Superserver
Firebird ges för närvarande ut i två versioner, i korta drag gäller följande:
- Classic passar bäst vid installation i multiprocessormiljö
- Superserver använder minnet effektivare, men kan inte använda flera processorer effektivt.

Ytterligare en variant existerar: Embedded. Syftet med denna är att kunna distribuera en firebirddatabas i en produkt.

## Övriga egenskaper
- Plattformsoberoende (Win32, Unix, Mac OS, BSD, Linux med mera).
- Fria och kommersiella utvecklingsverktyg (till exempel IBOConsole, flamerobin med mera).
- Goda anslutningsmöjligheter via ODBC, PHP, .NET och Java.
- Transaktionsbaserad (isolerad radlåsning).
- Inga begränsningar i licens.
- Inkrementell backup.
- Ingen separat transaktionslogg.
- Möjlighet att länka textfil till tabell.